# سیازگه
سیازگه نام کویری واقع در بخش کویرات یکی از بخش‌های تابعه شهرستان آران و بیدگل در استان اصفهان ایران است.
پهنه‌ای گسترده در دامن ریگزارهای شمال ابوزیدآباد و دروازه ورود به پناهگاه حیات وحش یخاب که تا شهر ابوزیدآباد در ۳۵ کیلومتری کاشان و آران و بیدگل کمتر از ۱۰ کیلومتر فاصله دارد.
این بیابان در نواحی غربی و مجاورت مرنجاب پوشیده از تپه‌های ماسه‌ای تثبیت شده و در نواحی مرکزی خاک‌های قلیایی با پوشش گیاهی اندک می‌باشد.
در کویر سیازگه مسابقات شترسواری نیز برگزار می‌شود.
پوشش گیاهی در مناطق شنی درختان تاغ و بوته‌های اسکنبیل، نسی و در مناطق استپی تاغ، درمنه، جگن، رشمه، شور الوان، شور بیابانی و اشنان است.
به دلیل بکربودن طبیعت، حیات وحش این منطقه از امنیت خوبی برخوردار بوده و گونه‌های جانوری منطقه شامل شاهین، عقاب، خرگوش، روباه شنی، گربه شنی، شغال، گرگ، جرد، هوبره، انواع آگاما و مار و پامِسواکی است.
مردمان این منطقه گویشی کهن به نام راژی دارند که از گویش‌های ایران مرکزی است.